# Базельский кодекс
Базельский кодекс (лат. Codex Basilensis; условное обозначение: Ee или 07) — византийский унциальный манускрипт на греческом языке, датированый VIII веком, содержит тексты четырёх Евангелий на 318 листах (23 x 16,5 см).

## Особенности рукописи
В Евангелии от Луки имеется пять лакун (1,69-2,4; 3,4-15; 12,58-13,12; 15,8-20; 24,47-до конца). Три из них (1,69-2,4; 12,58-13,12; 15,8-20) восполнены более поздним минускульным текстом. С 1431 года (Базельский собор) рукопись находится в городе Базель, откуда происходит название рукописи. Сейчас рукопись хранится в библиотеке Базельского университета (AN III 12) в Швейцарии. 
Рукопись отражает византийский тип текста, отнесен к V категория Аланда.

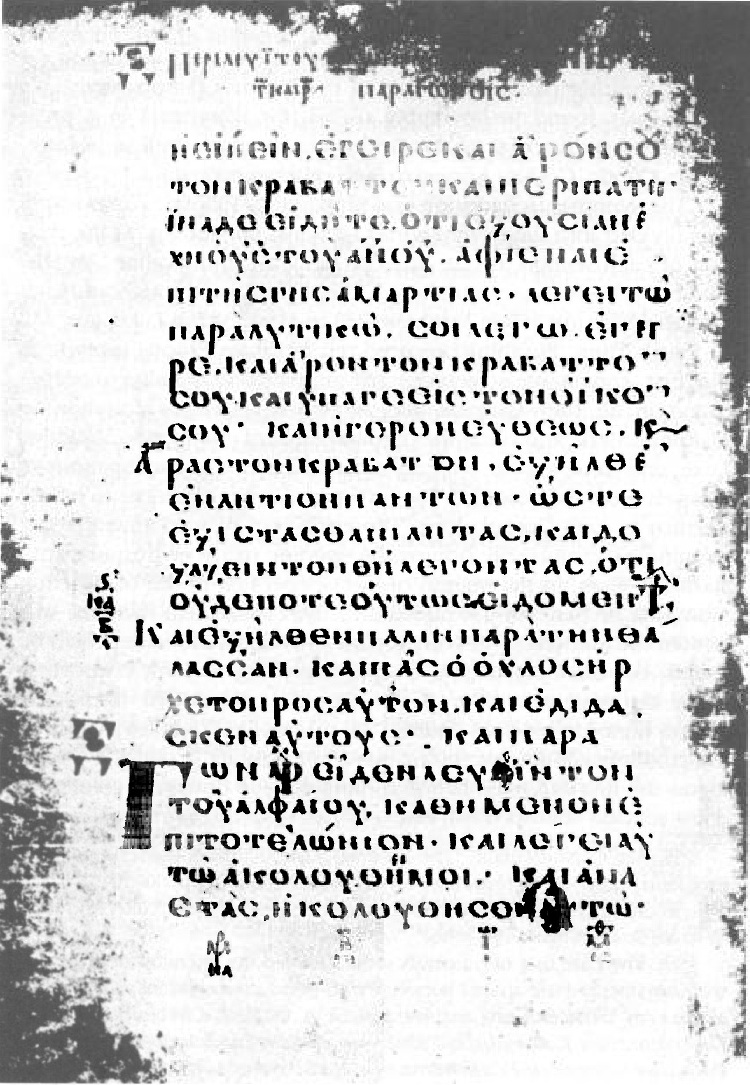
Marco 2,9-14

В Базельском кодексе используется усовершенствованная система ссылок между параллельными местами Евангелий. На полях рукописи приведены традиционное разбиение Аммония и номера канонов Евсевия, но читателю нет необходимости обращаться к соответствующим таблицам, поскольку номера параллельных аммониевых глав других Евангелий приведены тут же, на нижнем поле страницы.